# IC 1553
IC 1553 — галактика типу S? (спіральна галактика) у сузір'ї Скульптор.
Цей об'єкт міститься в оригінальній редакції індексного каталогу.